# Murdered: Soul Suspect
Murdered: Soul Suspect é um videojogo de ação-aventura, desenvolvido pela Airtight Games e publicado pela Square Enix. Foi lançado para Microsoft Windows, PlayStation 3, PlayStation 4, Xbox 360 e Xbox One.

## Jogabilidade
Murdered: Soul Suspect é ambientado na cidade americana de Salém. O jogo tem visão em terceira pessoa, o jogador controla o protagonista, Ronan, ao redor das áreas de Salém e suas construções, tal como uma igreja, um apartamento e um cemitério, completando níveis a fim de progredir no jogo. Há em torno de 400 colecionáveis no jogo, coisas como mensagens da menina fantasma em fragmentos de papel, com informação sobre a vida de Ronan, estão espalhadas por toda parte de Salém. Uma vez que o jogador é um fantasma, há um número de habilidades fantasmagóricas, tais como teletransporte e possessão. Cada área contém pistas para se coletar e progredir através do nível e da história.
Os inimigos do jogador são demônios, que vagam em busca de almas, e portais infernais que servem como barreira. Para destruir os demônios é necessário executa-los de maneira furtiva, apertando uma combinação de teclas/botões. Se o jogador for avistado por um demônio, para escapar do mesmo o jogador deve se esconder em espectros de outras almas.

## Enredo
Em Salém, o detetive Ronan O'Connor é jogado pela janela enquanto perseguia um brutal e implacável serial-killer, Bell Killer, que finaliza disparando sete tiros em Ronan. Retornando como fantasma, Ronan encontra o espírito de sua esposa morta, Julia, a qual o informa que ele não poderá se juntar a ela até que ele termine com os negócios inacabados que o prende no mundo dos vivos. Ronan investiga seu assassinato, e recebe instruções de suas novas habilidades fantasmagóricas de um fantasma de Abigail, uma menina puritana. A investigação o leva a uma igreja local para encontrar uma jovem, Joy, que testemunhou o assassinato de Ronan, e possui a habilidade de ver fantasmas.
Em busca de sua mãe desaparecida, Cassandra, que estava consultando com a polícia sobre o caso de Bell Killer, Joy se recusa a ajudar Ronan. Ele viaja para a delegacia, libertando Joy após ela ser presa por pequenos delitos. Enquanto levava Joy para fora da estação, Ronan descobre que Baxter, um colega policial hostil, era a pessoa que trabalha com Cassandra. A pesquisa de Cassandra leva a dupla para o cemitério Salém para investigar uma possível vítima de Bell Killer. Depois de perseguir o fantasma de uma jovem que fora afogada, Sophia, as habilidades de Ronan permitem que ele veja flashbacks do assassinato. Sophia revela que Bell Killer a indagava sobre um contrato.
A dupla então vai a um hospital psiquiátrico para encontrar a vítima sobrevivente de Bell Killer, Iris. Ao infiltrarem-se na instalação, eles descobrem que Iris possui a mesma capacidade de ver fantasmas, e tem uma visão de Bell Killer matando médiuns psíquicos. É revelado que Iris está possuída pelo espírito de sua irmã, Rose, que Bell Killer queimou viva após ajudar na fuga de Iris. Rose, Iris e Joy retornam à igreja, enquanto Ronan investiga uma peça de museu sobre a  caça às bruxas de Salém. Lá, ele deduz que Bell Killer está executando suas vítimas como se fossem bruxas; flashbacks psíquicos revelam que Baxter, desconfiado, dissimulou provas no museu sobre o Bell Killer. Acreditando que Baxter seja o Bell Killer, Ronan deixa o museu e avista várias viaturas indo em direção à igreja.
Na igreja, Ronan descobre que Bell Killer atacou o prédio, esmagando Iris até a morte, e matando várias pessoas que estavam em seu caminho. Embora Joy estivesse a salvo, ela é novamente detida e levada por Rex, cunhado de Ronan, o detetive responsável pelo caso de Bell Killer. Investigando a igreja, Ronan vê que Bell Killer está se escondendo na Judgment House abandonada. Lá, Ronan descobre evidências de atividades de Bell Killer, e pistas de que as mortes têm ocorrido durante centenas de anos. Ronan descobre o cadáver de Baxter; O fantasma de Baxter revela que ele foi assassinado por Bell Killer enquanto continuava secretamente a investigar o caso após a sua demissão, ao lado de Cassandra, que ainda está viva. No porão, flashbacks revelam que Abigail tinha sido presa lá antes de ser enforcada como punição por acusar várias pessoas inocentes de bruxaria, resultando em sua morte. Na raiva, Abigail desenhou um símbolo de sino no chão, jurando que ela nunca iria parar até que os sinos dobrassem por todas as bruxas em Salém, acreditando que elas tivessem feito um contrato com demônios para ganhar poderes desumanos.
Seguindo as evidências, Ronan retorna ao museu e descobre que Rex é Bell Killer, tendo sido possuído por Abigail. Prestes a enforcar Joy, Ronan consegue expulsar Abigail do corpo de Rex, e os dois batalham infligindo dolorosas memórias um ao outro. As memórias revelam que Abigail possuiu muitas pessoas para se tornar Bell Killer, matando-as após a possessão, incluindo Baxter (que ela usou para matar Rose) e Ronan (que matou Sofia). Abigail invoca um portal infernal sob Ronan, mas ele consegue escapar ao mesmo tempo que empurra Abigail para dentro do portal; ela é submersa assim que o portal desaparece. Joy é salva e mais tarde se reúne com sua mãe, e Rex é julgado sem consciência dos crimes cometidos usando seu corpo. Na conclusão, Ronan ouve Julia chamar por ele, e então vai ao encontro de sua voz.

## Desenvolvimento
O jogo surgiu porque Square-Enix quis apelar mais para o mercado ocidental. Yosuke Shiokawa, um diretor de criação da Square-Enix, surgiu com a ideia de um jogo em que o jogador seria um fantasma e entregou-a para a equipe de desenvolvimento da Airtight Games. Airtight então veio com vários conceitos em torno da ideia de fantasma, alguns dos quais "foram quase histórias de super-herói", de acordo com Matt Brunner, chefe de departamento criativo da Airtight.
A equipe teve problemas no início para integrar filosofias ocidentais e orientais em relação a fantasmas. Sobre o processo, Brunner depois declarou: "Há uma série de pressupostos que não estávamos mesmo ciente, de que estávamos fazendo em ambos os lados, sobre como apoiar ficcionalmente quem você é como um personagem neste mundo. Ele nos levou, eu diria, um bom ano e meio de constante vai-e-vem até obter aquela sensação de: 'O quê, realmente? Oh, então é disso que você está falando.'" O jogo suporta AMD TrueAudio.

## Recepção
Murdered: Soul Suspect  recebeu no geral avaliações mistas dos críticos, com a maioria das críticas centradas em torno do combate fraco, da curta duração do jogo, a falta do fator replay e falta de dificuldade. Agregando sites de análise GameRankings e Metacritic deu a versão PlayStation 4 61,29%, com base em 41 avaliações e 59/100 com base em 60 avaliações, a versão Microsoft Windows 58,00% com base em 12 avaliações e 59/100 baseado em 22 avaliações e a versão Xbox One 55,76%, com base em 17 avaliações e 50/100 baseado em 16 avaliações.